# Greg Valentine
Jonathan Anthony Wisniski (ur. 10 września 1951 w Seattle) – amerykański wrestler lepiej znany pod swoim pseudonimem ringowym jako Greg "The Hammer" Valentine. Dwukrotny mistrz NWA United States Heavyweight, czterokrotny mistrz NWA World Tag Team, jednokrotny mistrz WWF Intercontinental i jednokrotny mistrz WWF Tag Team Champion

## Życiorys

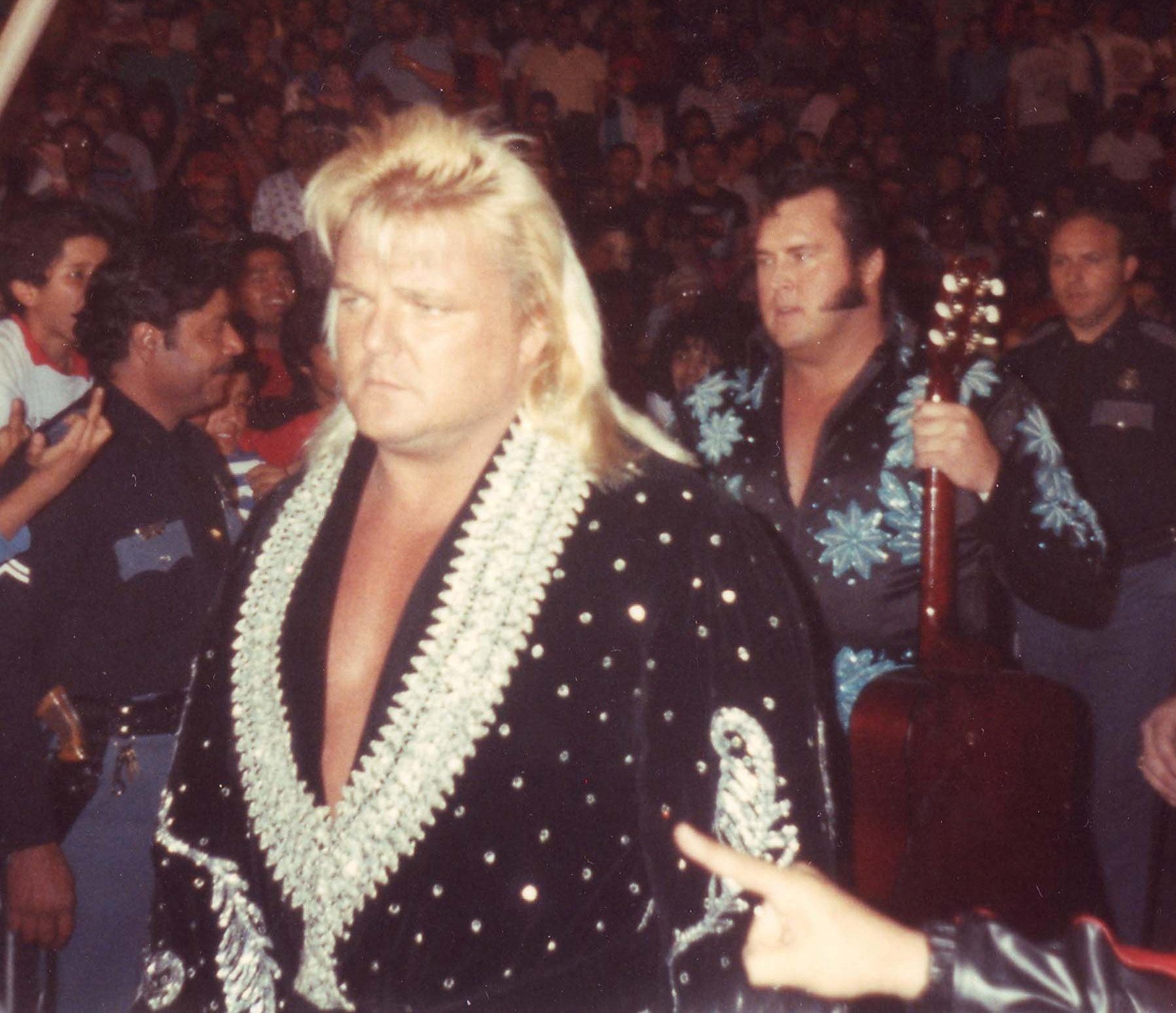
Greg Valentin (z przodu) i Honky Tonk Man (z tyłu, trzymający gitarę) jako tag team Rhythm and Blues w trakcie wejścia na ring

Urodził się 10 września 1951 w Seattle, w stanie Waszyngton. Jego ojciec, Johnny Valentine, też był wrestlerem.
Jego trenerami byli Stu Hart, Sheik i jego ojciec Johnny Valentine. Debiutował jako wrestler 24 kwietnia 1970. Jego Finisherem był Figure Four Leg Lock. Walczył między innymi w lidze National Wrestling Alliance (NWA) i w organizacjach World Championship Wrestling (WCW) oraz World Wrestling Federation (WWF). Zdobył wiele mistrzostw regionalnych, zarówno indywidualnych, jak i drużynowych. Jego partnerami w tag teamach byli między innymi Ric Flair i Brutus Beefcake. Uczestniczył w pierwszej gali Starrcade, w trakcie której pokonał "Rowdy" Roddy’ego Pipera w walce typu Dog Collar Match. W ten sposób przejął należący do przeciwnika pas United States Championship. Wystąpił też na gali WrestleMania I, w trakcie której obronił mistrzostwo WWF Intercontinental w walce przeciwko Junkyard Dogowi.
8 lipca 1985 wziął udział w turnieju King of the Ring. Odpadł w pierwszej rundzie, przegrywając z Rickym Steamboatem.
Cztery razy wziął udział w głównej bitwie na gali Royal Rumble. 15 stycznia 1989 wszedł na ring jako szósty i został wyeliminowany jako ósmy przez Randy’ego Savage'a. 19 stycznia 1991 wszedł na ring jako trzeci, wyeliminował Dino Bravo i został wyeliminowany jako piętnasty przez Hulka Hogana. 19 stycznia 1992 wszedł na ring jako jedenasty i został wyeliminowany jako piąty przez Repo Mana. 22 stycznia 1994 wszedł na ring jako dwudziesty i został wyeliminowany jako dziewiętnasty przez Ricka Martela.
13 marca 2004 został wprowadzony do galerii sławy WWE Hall of Fame przez Jimmy’ego Harta.

## Inne media

### Filmografia
| Rok  | Film lub serial   | Rola           | Dodatkowe informacje          |
| ---- | ----------------- | -------------- | ----------------------------- |
| 2016 | Midnight Massacre | Caepio         |                               |
| 2013 | Swim              | Chase          |                               |
| 1985 | Drużyna A         | Greg Valentine | Sezon 4, odcinek 7, Body Slam |

### Gry komputerowe
Przedstawiająca go grywalna postać pojawiła się w siedmiu grach komputerowych. Były to: Legends Of Wrestling (GC, Xbox, PS2, 2001), Legends Of Wrestling II (GC, Xbox, PS2, 2002), Showdown: Legends Of Wrestling (Xbox, PS2, 2004), WWE Day Of Reckoning (GC, 2004), WWE Legends Of WrestleMania (Xbox360, PS3, 2009), WWE 2K17, (Xbox360, XboxOne, PS3, PS4, PC, 2016), WWE 2K18 (XboxOne, PS4, PC, 2017).

## Mistrzostwa i osiągnięcia
- American Wrestling Association
  - AWA Midwest Tag Team Championship (2 razy) – z Jerrym Millerem
- American Wrestling Association Superstars Of Wrestling
  - AWA/BCW Tag Team Championship (1 raz) – z Brutusem Beefcakiem
- American Wrestling Federation
  - AWF Tag Team Championship (1 raz) – z Tommym Richem
- International World Class Championship Wrestling
  - ICCW Heavyweight Championship (1 raz)
- Jim Crockett Promotions
  - NWA Television Championship (4 razy)
  - NWA Mid-Atlantic Television Championship (2 razy)
- Maple Leaf Wrestling
  - NWA Canadian Heavyweight Championship (wersja Toronto) (1 raz)
- Mid-Atlantic Championship Wrestling
  - NWA United States Heavyweight Championship (3 razy)
  - NWA World Tag Team Championship (wersja środkowoatlantycka) (4 razy) – z Rikiem Flairem (2 razy), z Baronem von Raschke (1 raz) i z Rayem Stevensem (1 raz)
  - NWA Mid-Atlantic Heavyweight Championship (2 razy)
- Mid-Pacific Promotions
  - NWA Hawaii Tag Team Championship (1 raz)
- National Wrestling Alliance
  - NWA North American Heavyweight Championship (2 razy)
- National Wrestling Alliance Western States Sports
  - NWA Western States Tag Team Championship (1 raz) – z Donem Fargo
- National Wrestling Alliance Hollywood Wrestling
  - NWA Americas Heavyweight Championship (2 razy)
  - NWA Beat The Champ Television Championship (2 razy)
- Pro Wrestling Ohio
  - PWO Tag Team Championship (1 raz) – z Jimem Neidhartem
- Windy City Pro Wrestling
  - WCPW League Championship (1 raz)
- World Championship Wrestling
  - NWA United States Tag Team Championship (1 raz) – z Taylorem Made Manem
- World Wrestling Council
  - WWC Universal Championship (1 raz)
  - WWC Caribbean Heavyweight Championship (1 raz)
- World Wrestling Federation / Enterteinment
  - WWF World Tag Team Championship (1 raz) – z Brutusem Beefcakiem
  - WWF Intercontinental Championship (1 raz)
  - WWE Hall of Fame (2004)[2]
- Professional Wrestling Hall of Fame and Museum
  - Wprowadzony w 2016[10]
- Pro Wrestling Illustrated
  - Najbardziej znienawidzony zawodnik roku (3 razy, w 1975, 1979 i 1983)[2]